# Teius oculatus
Teius oculatus (лат.) — вид ящериц семейства тейиды, обитающий в Южной Америке на территории Бразилии, Парагвая, Уругвая и Аргентины.

## Внешний вид
Взрослые особи как правило достигают длины тела 10 см, но могут вырастать до 12 см. Хвост почти в два раза длиннее. Голова крупная, составляя от трети до четверти длины тела, в форме треугольника с вогнутыми сторонами, кончик морды тонкий и закруглённый. Ноздри расположены у нижнего края носового щитка. Голова сверху покрыта крупными щитками, поверхность которых обычно гладкая, но у некоторых особей может быть шероховатой. Слуховое отверстие большое, округлое, окружено мелкими чешуйками. Барабанная перепонка хорошо заметна. На нижней стороне тела 10 продольных рядов чешуй. При этом чешуйки 8 внутренних рядов прямоугольные, а наружных — неправильно четырёхугольные. Вокруг середины тела 104—111 мелких чешуй, не считая 10 брюшных. Передние конечности, будучи вытянутыми назад, доходят до середины расстояния от подмышечной впадины до клоаки. Задние конечности длиннее, доходя до слухового отверстия. На каждой задней ноге расположен ряд из 15—21 бедренной поры
Основной фон тела зелёный. По бокам спинной стороны от слуховых отверстий до середины длины хвоста проходят две белые линии шириной 1—3 чешуйки. Похожие линии идут по бокам тела и хвоста на уровне конечностей. Между этими линиями проходят ряды поперечных чёрных пятен неправильной формы. Хвост обычно коричневых оттенков, с размытым рисунком в задней части. Брюхо беловатое, без пятен. Верхнегубные щитки обычно светлые, у некоторых особей с редкими тёмными пятнами. Самцы с голубоватым оттенком на боках.

## Распространение
Обитает в южной Бразилии (штаты Парана, Риу-Гранди-ду-Сул), в Парагвае, Уругвае и на севере Аргентины (провинции Буэнос-Айрес, Энтре-Риос, Санта-Фе, Чако, Сан-Луис, Формоса, Корриентес и Рио-Негро).

## Образ жизни
Предпочитает открытые местообитания и их границы, обнажения скал и заросли кустарников. Может встречаться и на песках. Активен днём. Обычно скрывается под камнями. В кладке 2—8 овальных яиц размером 1,7—2,4×1,2—1,4 мм. Вышедшие из яйца ящерицы достигают длины тела 3,5 см. Питаются членистоногими.

## Природоохранный статус
Международный союз охраны природы относит вид к категории «вызывающих наименьшие опасения» в связи с его широким распространением и отсутствием серьёзных угроз.